# Tom Weiskopf
Thomas Daniel (Tom) Weiskopf (Massillon (Ohio), 9 november 1942 – Big Sky (Montana), 20 augustus 2022) was een Amerikaans golfer die actief was op de PGA Tour en de Senior PGA Tour.
Weiskopfs meest succesvolle golfjaren waren in de jaren 1970 en hij won 16 golftoernooien op de PGA Tour, van 1968 tot 1982. Na zijn golfcarrière ging Weiskopf aan de slag als een golfbaanarchitect.

## Loopbaan
Weiskopf ging naar de Benedictine High School, in Cleveland, en de Ohio State University, waar hij lid werd van de golfteam van de universiteit. In 1964 werd hij een golfprofessional
In 1965 behaalde Weiskopf zijn eerste profzege door het Ohio Open te winnen. In 1968 behaalde Weiskopf zijn eerste zege op PGA Tour door het Andy Williams-San Diego Open Invitational te winnen. Hij bleef tot 1982 op de PGA Tour en behaalde nog 15 zeges waarvan een Major: The Open Championship, in 1973.
Weiskopf kwam een paar maal uit voor zijn land op de World Cup of Golf (1972) en de Ryder Cup (1973 en 1975).
In de jaren 1990 debuteerde hij op de Senior PGA Tour en behaalde daar vier zeges, waarvan een Major: het US Senior Open, in 1995.
Na zijn golfcarrière ging Weiskopf aan de slag als een golfbaanarchitect; hij legde meer dan veertig golfbanen aan. Hij werkte ook af en toe als een golfanalist op CBS Sports. 
Weiskopf overleed op 79-jarige leeftijd aan alvleesklierkanker.

## Prestaties

### Amateur
- 1963: Western Amateur

### Professional
PGA Tour
| Nr. | Datum             | Toernooi                                  | Score           | Score | Info                                                          |
| --- | ----------------- | ----------------------------------------- | --------------- | ----- | ------------------------------------------------------------- |
| 1   | 11 februari 1968  | Andy Williams-San Diego Open Invitational | 66-68-71-68=273 | –15   |                                                               |
| 2   | 7 juli 1968       | Buick Open Invitational                   | 73-67-71-69=280 | –8    |                                                               |
| 3   | 13 juli 1971      | Kemper Open                               | 66-72-70-69=277 | –11   | Won de play-off van Dale Douglass, Gary Player en Lee Trevino |
| 4   | 22 augustus 1971  | IVB-Philadelphia Golf Classic             | 67-71-66-70=274 | –14   |                                                               |
| 5   | 27 februari 1972  | Jackie Gleason's Inverrary Classic        | 69-72-69-68=278 | –10   |                                                               |
| 6   | 13 mei 1973       | Colonial National Invitation              | 69-68-70-69=276 | –4    |                                                               |
| 7   | 3 juli 1973       | Kemper Open                               | 65-70-68-68=271 | –17   |                                                               |
| 8   | 10 juni 1973      | IVB-Philadelphia Golf Classic             | 67-71-65-71=274 | –14   |                                                               |
| 9   | 14 juli 1973      | The Open Championship                     | 68-67-71-70=276 | –12   |                                                               |
| 10  | 29 juli 1973      | Canadian Open                             | 67-73-68-70=278 | –10   |                                                               |
| 11  | 6 april 1975      | Greater Greensboro Open                   | 64-71-72-68=275 | –9    |                                                               |
| 12  | 27 juli 1975      | Canadian Open                             | 65-74-68-67=274 | –6    | Won de play-off van Jack Nicklaus                             |
| 13  | 5 juni 1977       | Kemper Open                               | 67-71-69-70=277 | –11   |                                                               |
| 14  | 12 maart 1978     | Doral-Eastern Open                        | 67-70-67-68=272 | –16   |                                                               |
| 15  | 20 september 1981 | LaJet Classic                             | 73-67-70-68=278 | –10   |                                                               |
| 16  | 4 juli 1982       | Western Open                              | 69-67-70-70=276 | –12   |                                                               |

Europese Tour
| Nr. | Datum            | Toernooi                           | Score           | Score | Info  |
| --- | ---------------- | ---------------------------------- | --------------- | ----- | ----- |
| 1   | 23 augustus 1981 | Benson & Hedges International Open | 66+69+68+69=272 | –16   | [ 2 ] |

Senior PGA Tour
| Nr. | Datum            | Toernooi                    | Score           | Score | Info                              |
| --- | ---------------- | --------------------------- | --------------- | ----- | --------------------------------- |
| 1   | 28 augustus 1994 | Franklin Quest Championship | 68-67-69=204    | –12   | Won de play-off van Dave Stockton |
| 2   | 2 juli 1995      | US Senior Open              | 69-69-69-68=275 | –13   |                                   |
| 3   | 31 maart 1996    | SBC Dominion Seniors        | 69-69-69=207    | –9    |                                   |
| 4   | 9 juni 1996      | Pittsburgh Senior Classic   | 68-67-70=205    | –11   |                                   |

Overige
- 1965: Ohio Open
- 1972: Piccadilly World Match Play Championship (Engeland, niet officieel evenement)
- 1973: World Series of Golf (geen PGA Tour-toernooi), South African PGA Championship
- 1979: Argentine Open
- 1982: Jerry Ford Invitational
- 1993: Chrysler Cup

## Teams
Professional
- World Cup of Golf: 1972
- Ryder Cup: 1973 (winnaars), 1975 (winnaars)